# Deronectes hispanicus
Deronectes hispanicus là một loài bọ cánh cứng trong họ Bọ nước. Loài này được Rosenhauer miêu tả khoa học năm 1856.